# Барятинская волость (Усманский уезд)
Барятинская волость — административно-территориальная единица Усманского уезда Тамбовской губернии с центром в селе Богородицкое.

## География
Волость расположена в центральной части Усманского уезда. Волостной центр находился в 50 верстах от г. Усмани.

## История
Волость образована после реформы 1861 года.
Волостное управление на основании Общего положения о крестьянах 1861 года составляли:
1. Волостной сход;
2. Волостной старшина с волостным правлением;
3. Волостной крестьянский суд.

Волостные правления были ликвидированы постановлением Совнаркома РСФСР от 30 декабря 1917 года «Об органах местного самоуправления». Управление волости передавалось волостным съездам советов и волисполкомам.
Постановлением ВЦИК РСФСР от 4 января 1923 г. передана в состав Воронежской губернии.

## Населенные пункты
По состоянию на 1886 год состояла из следующих населенных пунктов:
с. 1-е Богородицкое (Барятино,Бородино)
с. 2-е Богородицкое (Плавица)
Сельцо Богородицкое (Мосолово)
Сельцо Ольговское (Кожино)
Сельцо Благодать (Крюково, Плевако)
Деревня Плавица (Бугорскiя Лебедянскiя выселски)
Хуторъ Александра Ивановича Бородина
Хуторъ Николая Iосифовича Кожина
Хуторъ Ольги Павловны Плевако
Водяная мукомольная мельница г. Бородина при селъ Бородинскомъ 1
По состоянию на 1914 год состояла из следующих населенных пунктов:
- с. 1-е Богородицкое
- с. 2-е Богородицкое
- с. 3-е Богородицкое
- д. Ольговка.
- д. Благодать.
- д. Плавица.

## Религия
Церковь Казанской иконы Божией Матери в с. Богородицкое. Первая деревянная церковь Казанской иконы Божией Матери была построена на средства прихожан в 1773 году. Перестроена (в дереве) в 1873 году на средства помещика князя Гавриила Феодоровича Барятинского. Считалась приписной к Троицкой церкви села Новочеркутино. Согласно данным за 1911 год
:
Церковь каменная, теплая, построена в 1907 г. на средства прихожан. Престол — в честь — Казанской иконы Божией Матери". Дворов в селе насчитывалось 356, "душ мужского пола 1164, женскаго 1230, великороссы, земледельцы, земли имеют от ½ десятины до 1-й десятины на душу. В приходе две деревни: Ольговка (Кожинская, в трех верстах от церкви) и Благодать (Крюковская, в пяти верстах). Экономия г. А. Бородина, рядом с церковью, более 2000 десятин земли, хутора: г. И. Шанина в деревне Ольговке (в трех верстах от церкви) и г. К. Резцова в деревне Благодати (в пяти верстах). 

## Население
1890—2178 человек.
Основная масса населения — крестьяне бывшие помещичьи.